# Curcy-sur-Orne
Curcy-sur-Orne település Franciaországban, Calvados megyében. Lakosainak száma 472 fő (2018. január 1.). Curcy-sur-Orne La Caine, Croisilles, Hamars, Ouffières, Saint-Martin-de-Sallen és Thury-Harcourt községekkel határos.

## Népesség
A település népességének változása:
| Lakosok száma | 312  | 292  | 312  | 327  | 382  | 416  | 458  | 476  | 498  | 472  |
|               | 1962 | 1968 | 1982 | 1990 | 1999 | 2008 | 2011 | 2013 | 2017 | 2018 |